# Othon II d'Anhalt-Aschersleben
Pour les articles homonymes, voir Othon II.
Othon II est un prince de la maison d'Ascanie mort en 1315 ou 1316. Il est le dernier souverain de la principauté d'Anhalt-Aschersleben, de 1304 jusqu'à sa mort.

## Biographie
Othon II est le fils unique du prince Othon Ier et de son épouse Hewidge, fille du duc Henri III le Blanc de Silésie-Wroclaw. Il intervient dans les conflits féodaux régionaux en 1307 contre la maison de Wettin. Après avoir été très proche de son parent le margrave Valdemar de Brandebourg, il devient en 1315 vassal du roi Éric VI de Danemark. Il meurt peu après, entre le 24 juillet 1315 et le 21 novembre 1316. Il est inhumé à Ballenstedt.
La disparition d'Othon II marque l'extinction de la lignée masculine d'Anhalt-Aschersleben. Le titre de prince d'Empire revient alors à son cousin Bernard II d'Anhalt-Bernbourg. Othon II s'étant lourdement endetté auprès de la principauté épiscopale d'Halberstadt, l'évêque Albert d'Anhalt, un frère du prince Bernard II, exige le fief et la cité d'Aschersleben en remboursement pour son diocèse. Le nouveau prince d'Anhalt reconnait le bien-fondé de la demande et l'inféode en décembre 1316. Le patrimoine de la lignée d'Aschersleben fait l'objet d'un différend entre la maison d'Ascanie, représentée par les princes d'Anhalt, et les évêques d'Halberstadt, avant d'être finalement tranché en faveur des seconds en 1333. En 1648, l'électeur de Brandebourg annexe l'ensemble des possessions de l'évêché, dont les domaines et les droits ayant été détenus par le prince Othon II.

## Union et postérité
Othon II épouse le 29 août 1309 Élisabeth de Misnie (morte après le 2 mai 1347), fille de Frédéric Clem, margrave de Dresde (1273 – 25 avril 1316) et de son épouse Jutta de Schwarzbourg. Frédéric appartient à la maison de Wettin : il est le fils cadet du margrave de Misnie Henri III l'Illustre. Othon II et Élisabeth ont deux filles :
- Catherine (morte après le 15 avril 1369), épouse en 1328 le comte Hermann VI de Weimar-Orlamünde ;
- Élisabeth, épouse le bailli Henri de Weida.